# Giò lụa

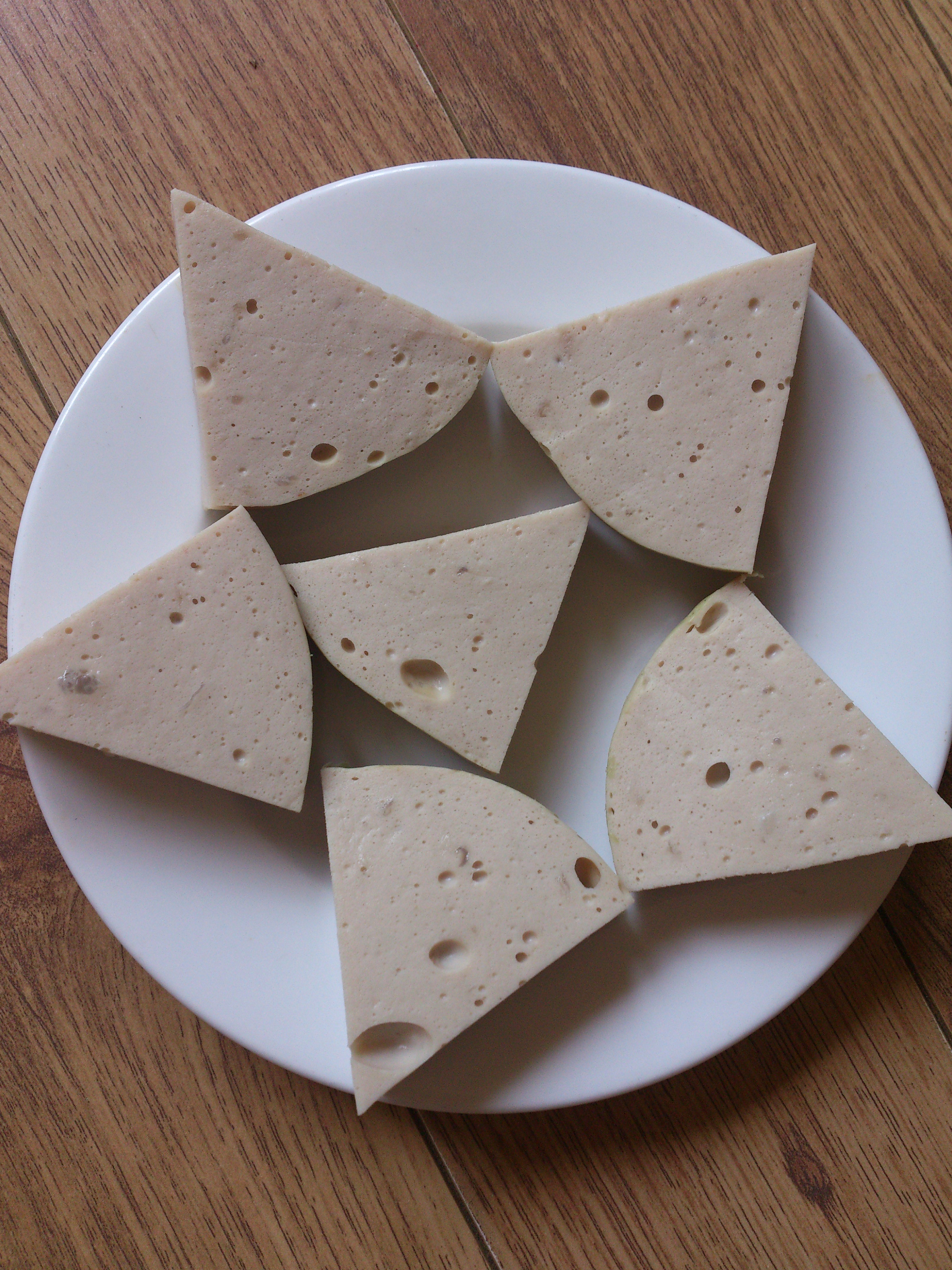
Một khoanh giò lụa cắt 6 miếng đều nhau và bày hình sao trên đĩa

Giò lụa, chả giò hay chả lụa (Từ dùng nhiều trong miền Nam) là tên gọi của món ăn được làm từ hai nguyên liệu cơ bản là thịt nạc thăn lợn giã nhuyễn kết hợp với nước mắm ngon, gói trong lá chuối và luộc chín. Thịnh hành trong ẩm thực Việt Nam từ Bắc xuống Nam như một món ăn vừa phổ thông vừa sang trọng, giò lụa giòn và thơm đậm mùi thịt tươi luộc cộng với mùi đặc trưng của lá chuối tươi được luộc chín.

## Nguyên liệu
Nguyên liệu làm món giò lụa rất đơn giản nhưng để có được miếng giò ngon đòi hỏi sự lựa chọn cầu kỳ, tinh tế và quy trình thực hiện hết sức bài bản: 
- Thịt lợn: lựa chọn thịt còn tươi vừa mổ lấy ra từ con lợn mới làm lông sạch, tốt nhất là thịt lợn ỉ mỗi con nặng khoảng 40–50 kg. Thịt để vào tay còn có cảm giác ấm, và thái trên thớt miếng thịt còn như nhảy trên mặt thớt, thịt dai không nhão.
- Nước mắm: chọn loại nước mắm thật ngon với độ đạm cao, thơm và sánh (như nước mắm cá thu).
- Lá chuối: chọn lá tươi bánh tẻ, tốt nhất là lá chuối tây. Giò lụa có hương vị đặc biệt chính là nhờ sự kết hợp của vị thơm lá chuối luộc chín kết hợp với vị thịt tươi luộc chín. Do đó, trong sự cách tân món giò truyền thống, một số người thử nghiệm cho giò sống vào ống sắt để luộc đã không mấy thành công, và Nguyễn Tuân, trong khi dẫn lời một nghệ nhân làm giò tại Hà Nội, cụ Líu, đã gọi đó là món "giò gỉ sắt"[1].
- Gia vị khác: một số địa phương và một số nghệ nhân còn gia thêm chút bột ngọt, đường, hạt tiêu xay nhuyễn tuy không phải là những gia vị bắt buộc theo cách thức truyền thống.

## Thực hiện
Thịt lợn nạc trước kia thường được đem giã thủ công để thành giò sống. Thịt chọn loại nạc mông hay thịt thăn vừa mổ từ lợn ra, còn nóng hổi, không rửa nước, lọc nhanh để bỏ hết mỡ, gân, xơ, thái miếng vuông cho vào cối đá mỗi mẻ khoảng 400-500g và dùng chày gỗ (trước kia thường làm bằng gỗ mít) để giã. Người giã giò là người có sức khỏe, hay tay cầm hai chày giã liên tục, thật đều tay và bền sức, nghe đều đều như tiếng bật bông nệm. Kỹ thuật giã giò cũng mang tính chất quyết định chất lượng giò, nói như lời cụ Líu trong thiên tùy bút Giò lụa của Nguyễn Tuân đã dẫn, nghe tiếng giã giò có thể đoán được mẻ giò lụa là được hoặc là bỏ... giã giò mà nhịp chày không đặm đều sẽ không khác gì người đổ bê tông móng cầu chậm chạp lóng ngóng làm ôi xi măng....
Hiện nay, trong nỗ lực cơ khí hóa thay thế sức lao động thủ công của con người, đã có máy thực hiện giã giò, và nghề giã giò cũng như kỹ thuật giã giò cha truyền con nối đã dần dần mất đi tại các cơ sở sản xuất, làng nghề. Nhưng dù bằng máy móc gì chăng nữa, giò sống để làm món giò lụa không thể thực hiện bằng các máy xay, băm thịt, bởi sẽ khiến món giò trở nên bã và xơ, không mịn đều, mất ngon. Khi giã thịt gần hoàn tất, người giã giò cho vài thìa nước mắm ngon (thường là nước mắm cá thu) và tiếp tục thúc thật nhuyễn cho đến khi nhấc chày lên giò sống không bết dính vào đầu chày.
Giò sống đã hoàn tất được gói trong lá chuối. Vòng ngoài giò là lá chuối già, áo lót trong cùng là lá chuối non vàng nhạt màu lụa. Giò được bó bằng lạt giang thật chặt với lớp lá chuối thật kín (nhiều người còn bọc thêm nilon hoặc giấy bản bên ngoài lá chuối để tránh tình trạng nước trong nồi thấm vào giò), lăn nhẹ cho cây giò tròn trịa.
Cây giò được luộc chín trong nước. Quy trình luộc giò cũng rất quan trọng, nước trong nồi phải thật sôi mới thả giò vào theo chiều đứng, ngập trong nước. Giò phải được luộc vừa đủ chín, không quá lửa cũng không non quá. Thường với gói giò 1 kg thì luộc khoảng 1 tiếng đồng hồ là hoàn tất. Tương tự như vậy, với cây giò nửa kg thì giảm thời gian luộc giò xuống còn một nửa. Người dân tại làng Ước Lễ có kinh nghiệm khi cho giò vào luộc cũng là lúc thắp một nén hương có độ dài bằng chu vi khoanh giò, đợi nén hương cháy hết là vớt giò ra. Giò ném xuống mặt thớt nảy lên như quả bóng có nghĩa là giò chín.

## Trình bày, thưởng thức và bảo quản

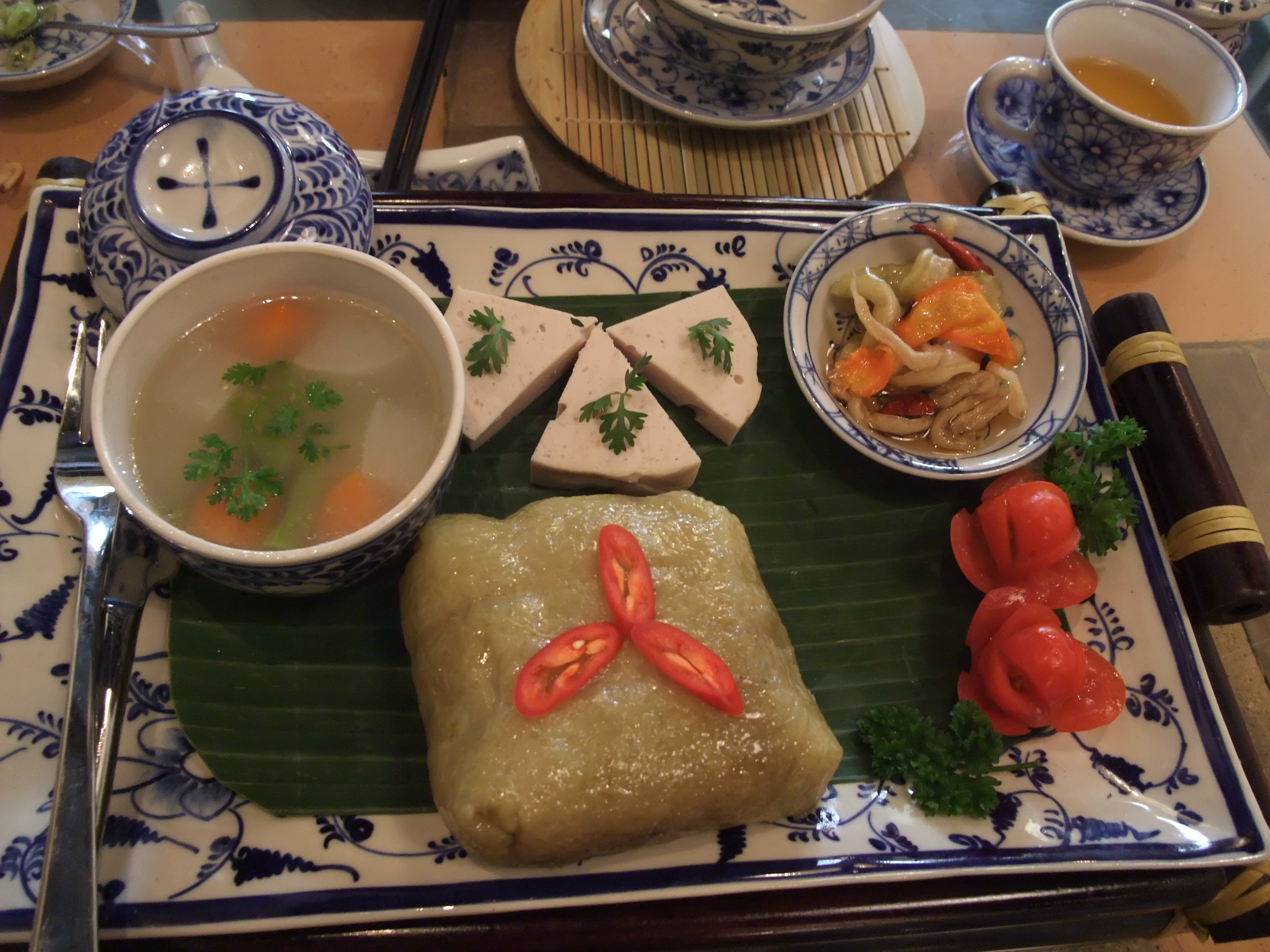
Giò lụa và bánh chưng (ba miếng giò hình tam giác bài trí với nhánh rau mùi phía trên dĩa)

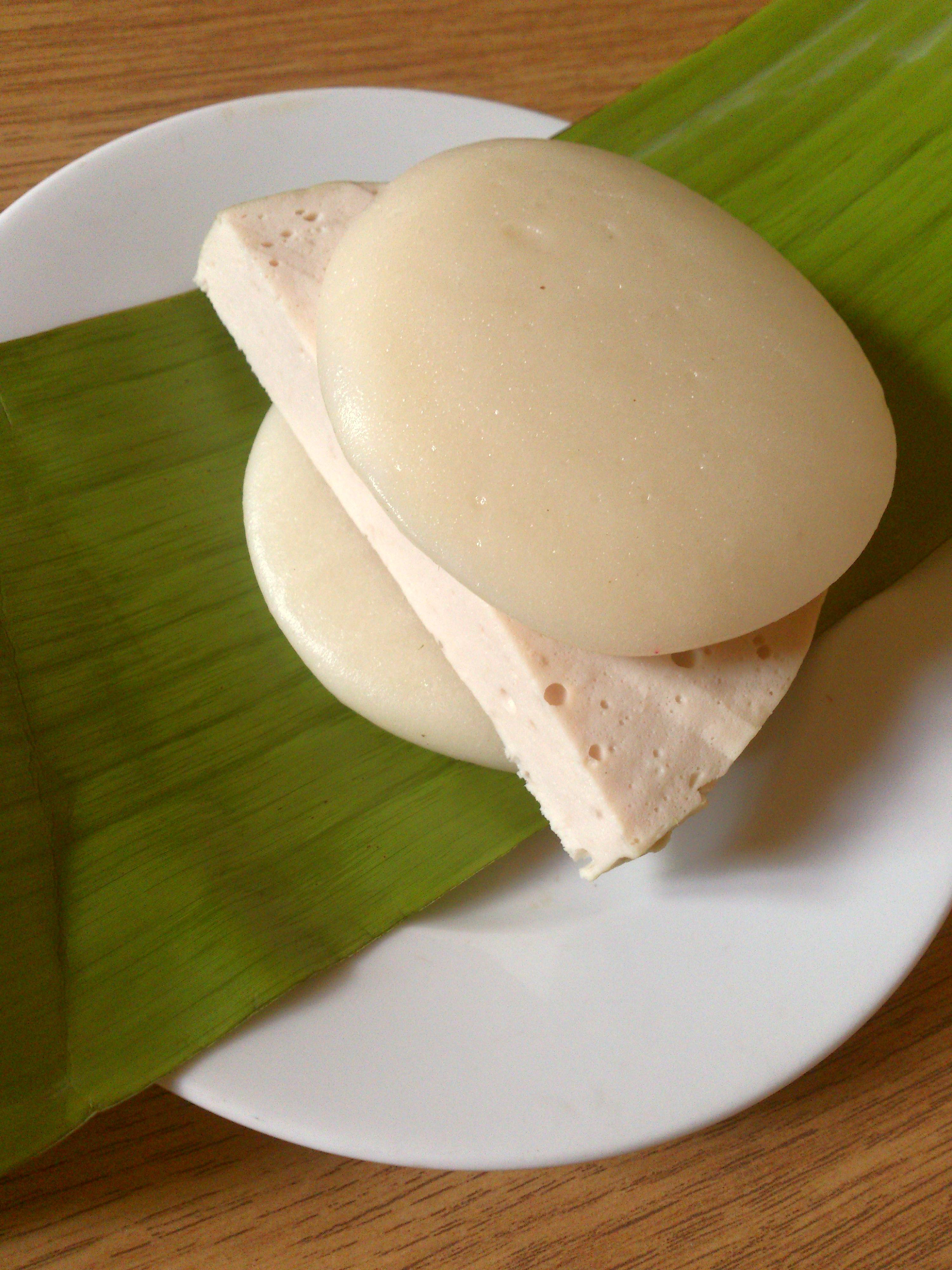
Bánh giầy kẹp giò lụa (bánh giầy giò)

Giò lụa ngon khi khoanh giò có màu trắng ngà hơi ngả sang màu hồng nhạt, bề mặt có một vài lỗ rỗ, mùi thơm, vị ăn ngọt, giòn, mịn màng, không khô rắn, không mềm nát và không bị bã.
Giò lụa thường được thái thành khoanh ngang và xắt làm 4-6-8 miếng bằng nhau theo đường kính và trình bày trên đĩa thành hình hoa thị hay hình sao; hoặc thái khoanh ngang mỏng và xắt đôi thành hình bán nguyệt và bày dạng xòe quạt. Giò được ăn đơn giản bằng cách chấm nước mắm ngon rắc hạt tiêu rang giã nhuyễn, có thể thêm chút tinh dầu cà cuống. Ngoài cách ăn thông thường như một món ăn trên mâm cỗ ngày lễ tết hay món ăn mặn thường nhật, giò lụa cũng thường sử dụng ăn kèm với bánh giầy (gọi là bánh giầy giò), xôi (xôi giò), bánh cuốn, bánh giò, hoặc món cơm gạo tám thơm (cơm tám giò chả).
Giò lụa đạt chất lượng có thể để khá lâu không thiu, nếu để nguyên cây giò có thể bảo quản trong nhiệt độ bình thường khoảng 1 tuần lễ.

## Đặc sản địa phương
Tại miền Bắc Việt Nam có nhiều cơ sở sản xuất giò lụa ngon nhất là ở các làng nghề làm giò nhưng nổi tiếng là làng nghề giò chả Ước Lễ (huyện Thanh Oai, Hà Tây cũ).

## Vấn đề phụ gia
Khâu lựa chọn nguyên liệu và quy trình thực hiện cầu kỳ để có miếng giò lụa dai, giòn và mịn đã trở nên khá khó khăn khi thịt lợn tăng trọng rất bở, có nhiều nước trở nên phổ biến và khi kỹ thuật giã giò công phu đã không được ưa chuộng tại những cơ sở sản xuất giò chả thiếu lương tâm. Tại nhiều nơi, giò lụa đã được thực hiện với thịt không còn tươi rói nhưng lại được kết hợp với lượng hàn the rất lớn cho miếng giò giòn dai và mịn. Giò lụa có sử dụng carageenan cho màu đẹp, mùi vị thơm ngon, dai, giòn và có độ bền đông kết cao nhưng lại không gây độc hại như dùng hàn the, là chất đã bị Bộ Y tế nghiêm cấm sử dụng.

## Đánh giá
Nguyễn Tuân trong thiên tùy bút Giò lụa viết tặng nhà văn Thạch Lam vào dịp hè năm 1973, đánh giá: Không sợ là huênh hoang thiếu khiêm tốn, ta có thể nói rằng biết chế lợn ra thành cân giò lụa, đó là đỉnh cao của một dạng văn hóa dân tộc toàn cầu ăn thịt lợn và chế biến món ăn từ hiếu lợn, hình như giò lụa là một tiết mục độc đáo chỉ ta mới có, chỉ người Việt Nam ta mới nghĩ ra và làm ra thôi (tôi thành thật rất mong một bạn bác học nào dẫn chứng và chỉ cho tôi thấy thêm là ngoài cõi Việt Nam, giò còn thấy ở vùng nào xứ nào nữa kia). Tại sao lại chỉ có cái anh Việt Nam nghĩ ra món giò. Ta có dịp chiêu đãi bạn bè họ nội ngoại quốc tế ai cũng thấy là có mê cái món giò lụa Việt Nam tinh tế nhường ấy thì cũng không có gì là lạ cả.